# Pitagora di Laconia
Pitagora di Laconia (in greco antico: Πυθαγόρας?, Pythagóras; Laconia, ... – dopo il 716 a.C.) è stato un atleta greco antico.

## Biografia
Nativo della regione della Laconia, viene elencato da Eusebio di Cesarea come vincitore nella corsa allo stadio della XVI Olimpiade (716 a.C.); fu il primo vincitore spartano della corsa allo stadio, ma la sua corona non fu la prima vittoria lacedemone, perché Acanto di Sparta aveva vinto il diaulo e il dolico quattro anni prima.
Secondo Plutarco , sarebbe stato questo Pitagora (e non l'omonimo filosofo), ad incontrare, dopo il 715 a.C., il re romano Numa Pompilio per introdurre un'influenza spartana sulla prima società romana.